# Batalion ON „Warszawski I”

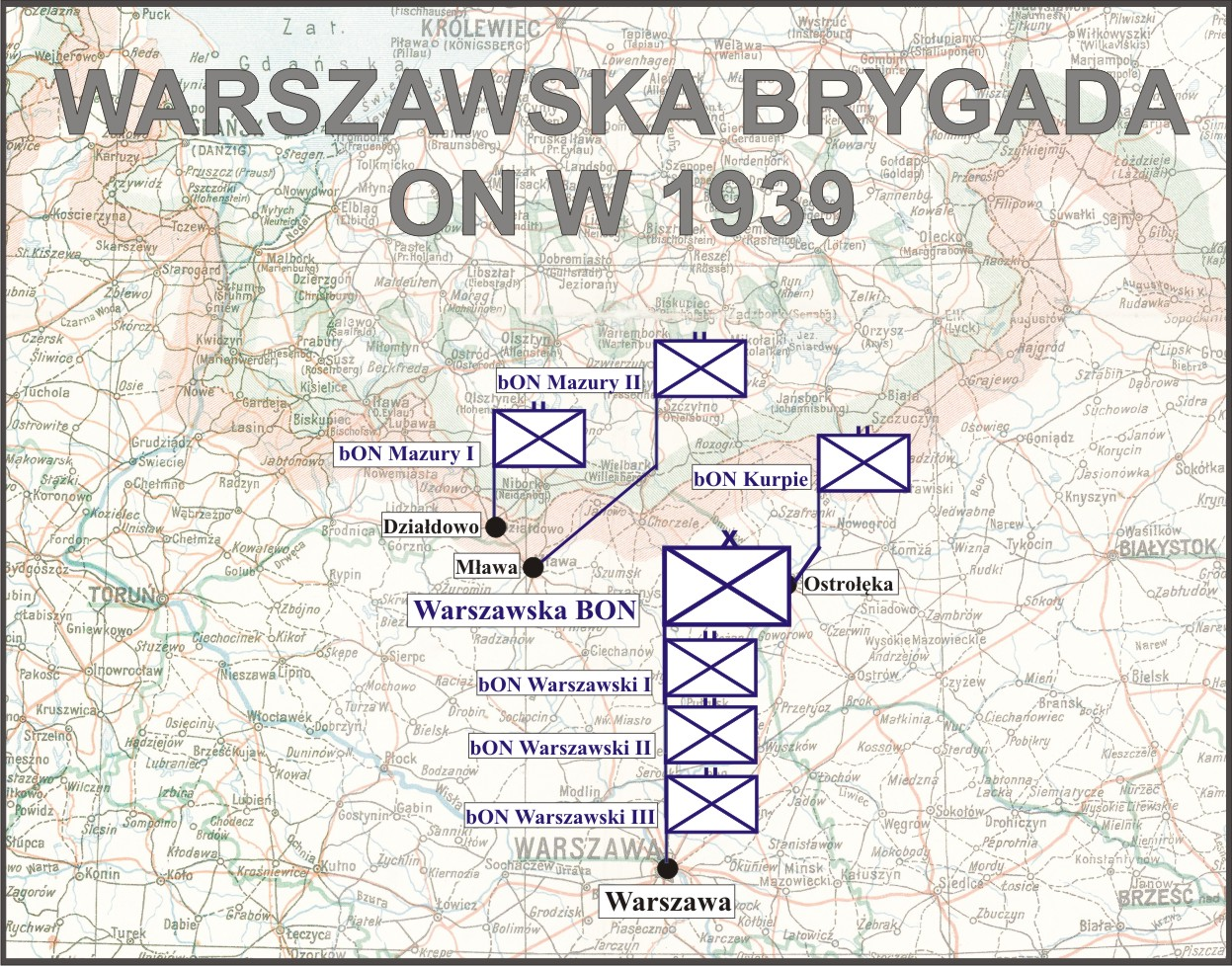
Warszawska Brygada ON

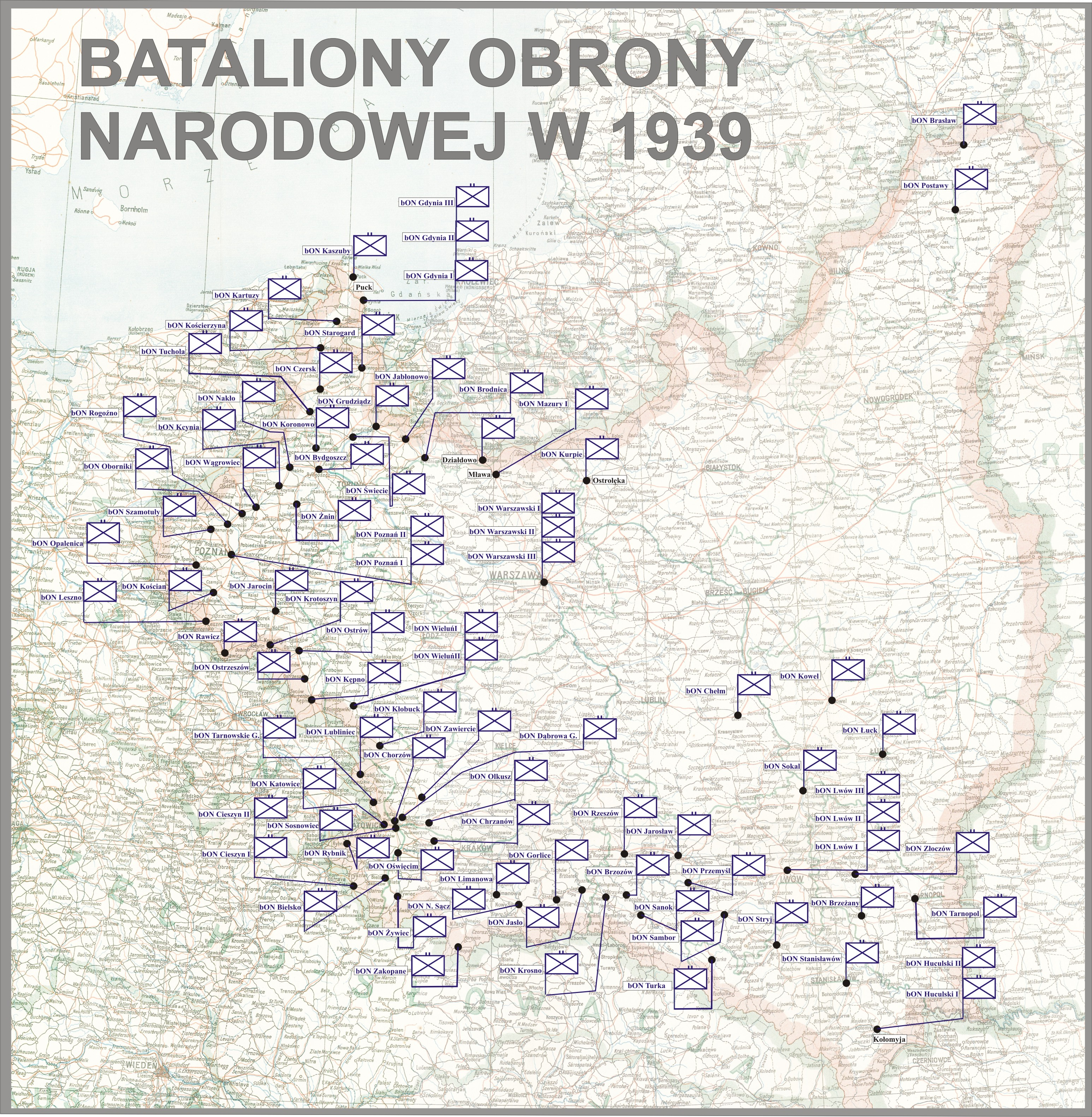
Obrona Narodowa w 1939

I Warszawski Batalion Obrony Narodowej (batalion ON „Warszawski I”) – pododdział piechoty Wojska Polskiego II RP.

## Formowanie i zmiany organizacyjne
Pododdział sformowany został w 1937 roku, w garnizonie Warszawa, w składzie Warszawskiej Brygady ON. Wiosną 1939 roku przeformowany został na etat batalionu ON typ IV. Dowództwo batalionu mieściło się w Koszarach Sierakowskich przy ulicy Konwiktorskiej.
Jednostką administracyjną i mobilizującą dla I Warszawskiego batalionu ON był 21 pułk piechoty „Dzieci Warszawy” w Warszawie.
Na podstawie pisma Oddziału I Sztabu Głównego L.333/Tj.38 z kwietnia 1938 Biuro Administracji Armii poleciło Departamentowi Uzbrojenia MSWoj. przydzielenie I Warszawskiemu batalionowi ON 9 sztuk lkm Bergmann wz.1915 i 4500 sztuk amunicji. Miały go otrzymać pierwsze drużyny każdego plutonu i każdej kompanii. Podczas drugiego przydziału tej broni dla formacji Obrony Narodowej w lipcu-sierpniu 1939 batalion otrzymał następne 12 sztuk lkm Bergmann wz.1915 wraz z 6000 sztuk amunicji do nich oraz 135 karabinów wz.1898. Do końca nie jest pewne ile batalion otrzymał lkm ile zdał do napraw lub ze względu na zużycie, przed rozpoczęciem działań wojennych. Batalion otrzymał również nieznaną ilość rkm Browning wz.1928.

## Działania batalionu we wrześniu 1939
Na początku kampanii wrześniowej batalion (bez 1 kompanii ON) wraz z 15 baterią artylerii konnej, baterią artylerii przeciwlotniczej motorową nr 19, rezerwową kompanią saperów nr 114 i grupą fortyfikacyjną nr 11 stanowił załogę przedmościa „Płock”, podporządkowanego bezpośrednio dowódcy Armii „Modlin”. 1 kompania ON stanowiła obsadę przedmościa „Wyszogród”. Zadaniem obu załóg była obrona mostów na Wiśle.
Załoga przedmościa „Płock” w dniu 8 września, po uprzednim zniszczeniu mostu, odeszła z Nowogródzką BK w kierunku Raciąża. 10 września rozpoczęła marsz na Warszawę. W trakcie marszu podporządkowana została ppłk dypl. Janowi Maliszewskiemu i otrzymała zadanie obrony rubieży Bzury od Brochowa do Wyszogrodu.
1 kompania ON, w dniu 5 września, po zniszczeniu mostu, odmaszerowała w składzie III/41 pp w kierunku Warszawy.
13 września batalion stoczył walkę w rejonie Zegrza i Wieliszewa, a następnego dnia dotarł do Warszawy. 15 września pododdział przeszedł na Pragę i wszedł w skład 20 Dywizji Piechoty, jako odwód jej dowódcy. W bezpośrednich walkach w obronie stolicy nie wziął udziału.

## Obsada personalna
Obsada personalna batalionu w marcu 1939 roku:
- dowódca batalionu – mjr Żebrowski Franciszek Stanisław (*)[b]
- dowódca 1 kompanii ON „Warszawa” – kpt. Penner Edward Alfred
- dowódca 2 kompanii ON „Warszawa” – kpt. Kuźmiński Henryk (*)[b]
- dowódca 3 kompanii ON „Warszawa” – por. adm. (piech.) Sosnowski Kazimierz